# Борог, Валерий Африканович
Валерий Африканович Борог (1907—2000) — советский авиаконструктор, Герой Социалистического Труда (1976). Лауреат Ленинской премии.

## Биография
Родился 9 февраля 1907 года в Ярославле. В 1934 году он окончил Московский авиационный институт, после чего работал в ОКБ А. Чижевского и Г. Григоровича в качестве конструктора, ведущего инженера, начальника бригады. С 1938 года работал конструктором на заводе № 39 Народного комиссариата оборонной промышленности СССР (впоследствии — ОКБ С. В. Ильюшина).
Активно участвовал в разработке, испытаниях и запуске в серийное производство и эксплуатацию кабин, фюзеляжей, салонов для многих типов самолётов, разрабатывавшихся в ОКБ Ильюшина, в том числе «Ил-2», «Ил-10», «Ил-12», «Ил-14», «Ил-18», «Ил-20», «Ил-22», «Ил-38», «Ил-62», «Ил-76», «Ил=86» и «Ил-96-300» . С 1959 года он был заместителем главного конструктора и начальником КБ, главным конструктором на Московском машиностроительном заводе «Стрела». Борог внёс большой вклад в разработку многих конструкторских решений в области самолётостроения, обладал 14 патентами на изобретения.
Скончался в 2000 году, похоронен на Ваганьковском кладбище Москвы.

## Признание
- Сталинская премия третьей степени (1952) — за создание нового оборудования
- Ленинская премия (1960) — за разработку и создание пассажирского самолёта Ил-18
- Герой Социалистического Труда с вручением ордена Ленина и медали «Серп и Молот» (закрытый указ 1976 года) [1].
- Почётный авиастроитель
- два ордена Ленина
- орден Октябрьской революции
- два ордена Трудового Красного Знамени
- орден Красной Звезды
- три медали ВДНХ СССР[1].